# Taschorema viridarium
Taschorema viridarium är en nattsländeart som beskrevs av Arturs Neboiss 1962. Taschorema viridarium ingår i släktet Taschorema och familjen Hydrobiosidae. Inga underarter finns listade i Catalogue of Life.